# Leopoldo Giunti
Il barone Leopoldo Giunti (Sangineto, 21 gennaio 1849 – Roma, 8 marzo 1927) è stato un militare e politico italiano.

## Biografia
Nato a Sangineto da una nobile famiglia originaria di Strongoli (KR), fu dapprima deputato del Regno nella XX, XXI e XXII Legislatura e, in seguito, senatore nella XXIV Legislatura.
Nel 1904 presentò un disegno di legge sulla costituzione in comune autonomo della frazione di Carfizzi. Oltre a lui, vi furono tra i primi firmatari anche quello del deputato crotonese Alfonso Lucifero.